# Sweetness in the salt
Sweetness in the salt of 碧血鹽梟 is een Hongkongse TVB-serie die gemaakt is voor 2009. Voorheen was de Chinese naam van de serie 勝雪鹽棧. De serie is kostuumdrama.

## Verhaal
Het verhaal gaat over families die in zout handelen en het speelt zich af in de Qing-dynastie. In de inleiding wordt een groep zoutdieven achtervolgd door de zoutpolitie (ambtenaren die toezicht houden op het legaal houden van de zouthandel). Zout was vroeger nog duurder dan rijst. Zoutdieven hadden illegale zoutwinningpraktijken. Ze omzeilden de belasting en verkochten zo zout met meer winst. Het verhaal gaat over een meisje (dochter van zoutdieven) dat in een dilemma zit. Ze kan niet kiezen tussen twee mannen waar ze op verliefd is. De ene is een zoon van een rijke zouthandelaar en de andere een hoofd van de zoutpolitie.

## Rolverdeling
| Acteur               | Rol                  | Omschrijving                                      |
| -------------------- | -------------------- | ------------------------------------------------- |
| Steven Ma            | Nip Chi-Yuen 聶致遠  | hoofd van zoutpolitie                             |
| Tavia Yeung          | Dau Sing-Suet 竇勝雪 | dochter van zoutdieven                            |
| Raymond Wong Ho-Yin  | Wu Ting-Hin 胡亭軒   | zouthandelaar, tweede kind van Wu Kin             |
| Joel Chan Shan-Chung | Choi Chi-On 蔡子安   | zouthandelaar, grote concurrent van de familie Wu |